# 아베 노부유키
아베 노부유키(일본어: 阿部 信行, 1875년 11월 24일 ~ 1953년 9월 7일)는 일본의 육군 군인·정치인이다. 제36대 내각총리대신과 마지막 조선총독을 지냈다. 일본 패전후 할복 자결을 시도하였으나 실패하였고 서울에 진주한 미군 사령관 하지 중장과 항복문서를 조인했다. 이후 전범으로 체포되었으나 무죄로 석방되었다.

## 생애

### 초기 이력과 군 경력
가가 번사였던 아베 노부미쓰(阿部信満)의 아들로 이시카와현 가나자와시에서 태어나 도쿄부립 제1중학교에서 중등 교육을 받고, 제4고등학교에서 고등 교육을 받았으나 중퇴하였다. 청일 전쟁이 발발하자 일본 육군사관학교에 입학하였다. 이후 육군대학을 거쳤으며, 1918년 8월에는 포병 장교로 시베리아에 파견되었으나(시베리아 출병), 실전은 겪지 않고 철수하였다.
1930년 제4사단장에 임명되었고, 이후 육군대학의 교관, 육군 부대신을 거쳐 1933년 대장으로 승진하였고 대만군 사령관이 되었다. 1936년 예편하였다.

### 내각총리대신
1939년 히라누마 내각 붕괴 이후, 고노에 후미마로 등을 수상으로 선호하는 민간 정치인과 우가키 가즈시게를 선호하는 육군이 대립하여 수상의 결정이 어렵자, 사이온지 긴모치가 개입하여 중재안으로 아베가 수상으로 선임되었다.
아베는 당시 육군의 양대 파벌이었던 통제파와 황도파의 어느 한쪽에도 속하지 않는 중립적인 위치에 있었고, 해군의 지지도 받았기 때문에 그의 수상 취임에 걸림돌은 없었다. 1939년 8월 총리로 취임했다. 그해 9월 제2차 세계 대전이 발발했는데 그는 일본의 중립을 유지하기 위해 노력했고, 격화되고 있던 중일 전쟁을 종식시키려고 하였다. 특히 나치 독일과 군사동맹을 맺으면 미국이나 영국과의 관계가 나빠질 것을 예측하여 대전의 불개입 방침을 내세웠으나, 육군은 이를 지지하지 않아 1940년 1월 총리직을 사임했다.

### 제2차 세계 대전과 조선 총독
그는 수상 사임 직후 육군에 의해 일본이 세운 왕징웨이 중국 괴뢰 정권에 특명전권대사로 파견되어 화북지역의 일본에 이권에 대한 협상을 벌이기도 했다. 이후 귀족원에 들어갔다가, 전쟁중의 일본의 일당체제인 익찬정우회의 회장(당수)을 역임하였다. 그러나 이 자리는 거의 상징적인 자리였다.
그 후 1944년 7월 조선 총독으로 파견되었다. 조선에서 전쟁 수행을 위한 물자와 인력의 수탈에 총력을 다하였고, 국민의용대를 편성하여 비협조적인 조선인에 대한 대규모 탄압과 검거를 자행하였으나, 일본의 패색이 짙어가면서 차츰 식민 통치를 계속할 여력을 잃어갔다. 결국 일본이 1945년 8월 15일 항복하면서 조선에는 미국과 소련이 상륙하였다.

### 전후
1945년 9월 9일 그는 할복 자살을 시도했지만 미수로 끝나 여러 사람의 부축을 받으며 항복 조인식장에 나와 항복 조인 문서에 서명하였고, 1945년 9월 12일 총독 자리에서 해임되었고 일본으로 송환되었다.
그는 연합국 최고사령부에 의해 전범혐의로 체포되었으나, 무혐의로 풀려났다. 1953년 9월 7일에 사망하였다.

## 같이 보기
- 하타 이쿠히코
- 이노우에 시게요시 - 해군 제독, 노부유키의 동서
- 다카세가와니조엔(高瀬川二条苑)
- 조선총독부
- 아베 노부유키 내각
- 존 하지
- 스티코프
- 더글러스 맥아더

| 전임 중장 하야시 사부로 | 제10대 대만군 사령관 1932년 1월 9일 - 1933년 8월 1일 | 후임 대장 마쓰이 이와네 |

| 전임 히라누마 기이치로 | 제36대 일본 내각총리대신 1939년 8월 30일 ~ 1940년 1월 15일 | 후임 요나이 미쓰마사 |

| 전임 고이소 구니아키 | 제9대 조선총독부 총독 1944년 ~ 1945년 9월 12일 | (미·소 군정청 사령관) 아치볼드 아놀드, 존 하지 이반 치스차코프' |

| 전임 아리타 하치로 | 일본 외무대신 1939년 | 후임 노무라 기치사부로 |